# ناصر سبحاني
ناصر سبحاني، (1951-1990)، داعية مسلم سني، وشيخ كردي إيراني، ولد في قرية (دوريسان) التابعة لمدينة (باوه) في كردستان إيران، مؤسس جمعية الدعوة والإصلاح فرع جماعة الإخوان المسلمين في كردستان الإيرانية وبعد إكمال دراسته المتوسطة تحول إلى دراسة العلوم الشرعية، ودرس على يد العلماء الكبار في إيران، وحصل على الإجازة العلمية، وعندما قامت الثورة الإسلامية في إيران زار سبحاني قادة الثورة عدة مرات وأوصلهم مطالب الشعب الكردي.
ولقد سافر إلى خارج إيران عدة مرات، ومنها سفره إلى تركيا عام 1988، حيث شارك في المؤتمر التأسيسي لمنظمة (الرابطة الإسلامية الكردية) التي عُقِدت في إسطنبول والتي يترأسها حتى الآن علي محيي الدين القرة داغي.
وأعتقل في حزيران 1989 في مدينة سنندج عاصمة إقليم كردستان إيران وبقي في السجن قرابة عام قبل أن يُعدم يوم عيد الأضحى في عام 1990.
ولقد أعتقل بسبب أفكاره وآرائه، ويقال إن التهمة الموجهة إلى الشيخ ناصر سبحاني هي ردّه على كتاب الخميني (الحكومة الإسلامية)، وقيل انه أعدم بسبب كتابه الشهير (الولاية والإمامة).
ولم تسلم جثتهُ ولم يسمح لأحدِِ من أقاربهِ بحضور جنازتهِ أو الصلاة عليه، وابلغ عن إعدام ناصر سبحاني من طرف السيد غاليندو بول الممثل الخاص للجنة الأمم المتحدة لحقوق الإنسان في تقريرهِ عن حالة حقوق الإنسان في إيران في شهر نوفمبر عام 1990.

## من مؤلفاته بالعربية
- فتاوای معاصرة حول المستجدات الراهنة في إيران والعالم كله.
- شرح تهذيب مدارج السالكين لابن قيم الجوزية.
- الولاية والإمامة باللغتين العربية والفارسية.
- مذكرة في علوم الحديث.
- رسالة الآلام من أرض البلايا إلى معشر الأنبياء والمرسلين.
- زبدة كتاب الاعتصام للإمام الشاطبي.
- رسالة في علوم الحديث.
- تلخيص التهذيب.
- أسس التصورات والقيم.
- الابتداع في الدين.
- المقدمة في العلوم والفنون
- شرح شذور الذهاب

## من مؤلفاته بالكردية
- سيستمی سياسی ئيسلام (النظام السياسي الإسلامي)
- سیستمی ئابووری لە ئیسلامدا (النظام الٳقتصادي في الٳسلام)
- تەفسیری(سورەتی یونس)
- تەفسیری(سورەتی الفرقان)
- نوێژ، حەقیقەت و حیکمەتەکانی (الصلاة ، حقيقتها وحِكَمها)
- حیکمەتەکانی حەج وعومرە (حِكَم الحج والعمرة)
- پێغەمبەری نەخوێندەوار (النبي الأمي)
- پرسە و سەرەخۆشی (التعزية)
- خەلقی ئادەم (خلق آدم)
- بەندایەتی (العبودية)
- دراسات ومقالات آخری باللغة الکردية، وله مؤلفات باللغة الفارسية أيضاً.